# Olio combustibile
L'olio combustibile, chiamato anche olio di riscaldamento o olio combustibile pesante, appartiene alla categoria dei distillati pesanti liquidi ottenibili dal petrolio, e possiede una densità a 15 °C intorno a 980 kg/m3. Trova applicazioni nell'alimentazione di apparecchi di riscaldamento nei settori industriali, commerciali e residenziali per il riscaldamento degli edifici.
Può essere prodotto da cracking (si parla in questo caso di olio FOK - Fuel Oil Cracking) o straight-run, a seconda che sia prodotto da un impianto di cracking o dal topping.

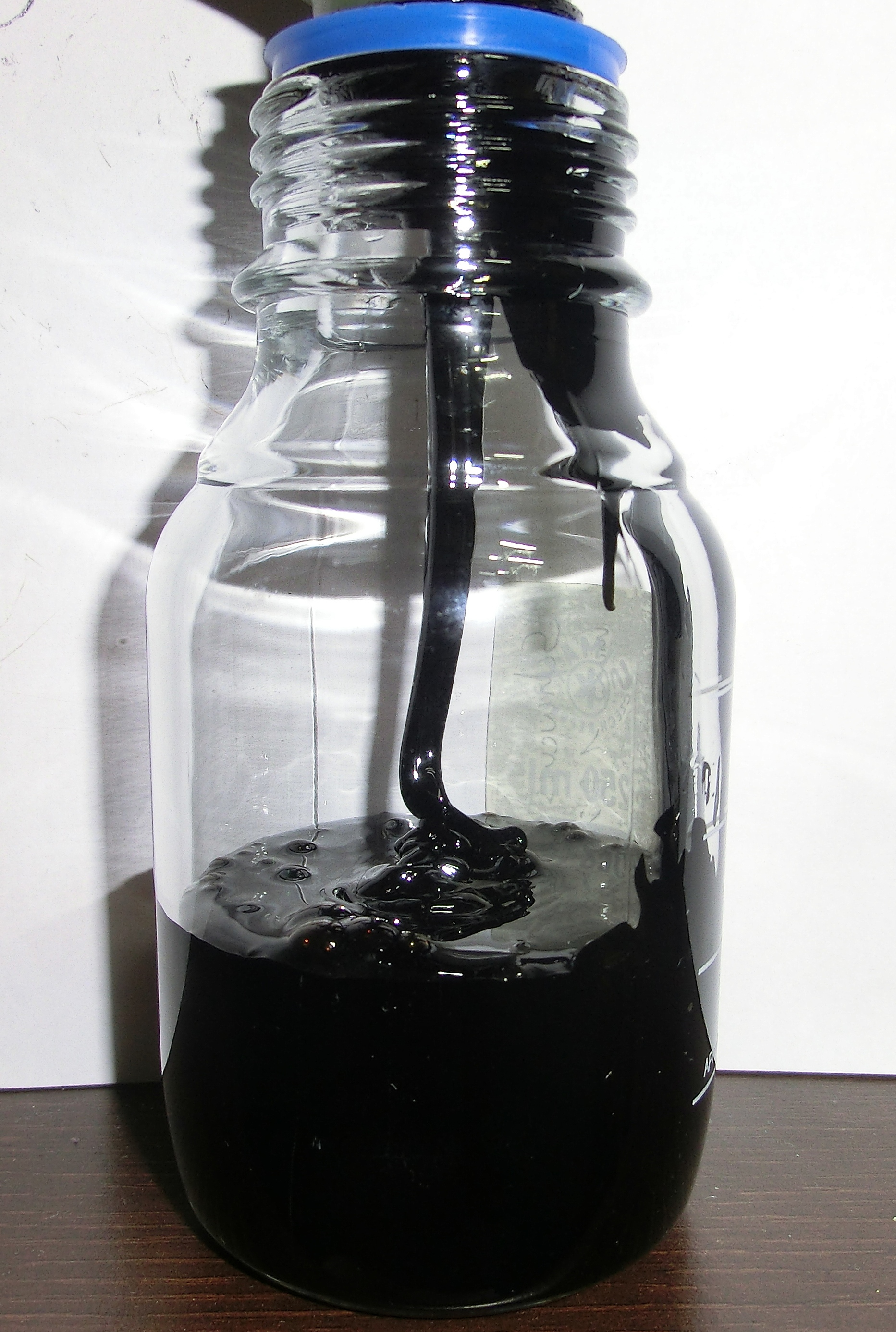
Olio combustibile.

## Produzione
La percentuale di olio combustibile che risulta dalla lavorazione di un litro di petrolio varia a seconda della complessità della raffineria e del tipo di greggio di partenza.
Gli impieghi principali dell'olio combustibile sono tre:
- come combustibile nelle centrali a olio combustibile per la produzione di energia elettrica;
- come combustibile per le navi, in tal caso prende il nome di bunker oil;
- come alternativa marginale al petrolio per le raffinerie, in caso di margini di raffinazione negativi al topping (in quest'ultimo caso, l'olio combustibile è straight-run).

A livello industriale ci si riferisce ad esso con il termine di "olio numero 2" e per differenziarlo dal gasolio per autotrazione viene aggiunto il SY124 o "Euromarker" dal 2002 nell'Unione europea.

## Tipologie
Sul mercato internazionale la prima macrosuddivisione tra i vari oli combustibili è in base al contenuto di zolfo. Vengono distinti gli oli combustibili STZ (bassissimo tenore di zolfo) con percentuale di zolfo in peso < 0,3%, BTZ (basso tenore di zolfo) con una percentuale al di sotto dell'1% e oli combustibili ATZ (alto tenore di zolfo) con percentuale di zolfo oltre l'1%.

## Potere calorifico inferiore
L'olio combustibile produce 41,022 MJ/kg equivalenti a 38 886 BTU/kg.